# Bitvy na Soči
Bitvy na Soči (německy Isonzoschlachten, italsky Battaglie dell'Isonzo) bylo jedenáct, resp. dvanáct krvavých střetů, které se odehrály za první světové války na rakousko-italské frontě od června 1915 do září 1917. Italské jednotky pod vrchním velením generála Luigiho Cadorny se v těchto bitvách pokoušely prorazit rakousko-uherské pozice okolo řeky Soča na pomezí pohoří Kras, čímž by si Itálie uvolnila cestu k dalmátskému pobřeží a přístavu Terst. Rakousko-uherské 5. armádě pod velením generála Svetozara Borojeviće se přes dílčí územní ztráty podařilo italskému tlaku v jedenácti bitvách odolat. Po zapojení německých posil na podzim roku 1917 se pak silám Ústředních mocností podařilo nepřítele zaskočit a prorazit italské linie v bitvě u Caporetta (Kobaridu), která je někdy označována jako dvanáctá bitva na Soči. Po průlomu u Caporetta došlo k zániku sočské fronty, přičemž nová frontová linie se po postupu Ústředních mocností do severní Itálie ustálila na řece Piavě.
Ztráty obou zapojených stran se během střetnutí na Soči vyšplhaly na více než milion mužů. Bojů na sočské frontě se v rámci rakousko-uherské armády ve velkém množství zúčastnili také čeští vojáci.

## Předehra
Ačkoliv byla Itálie vedle Německého císařství a Rakousko-Uherska od roku 1882 členem Trojspolku, po rozhoření celoevropského konfliktu vyhlásila počátkem srpna 1914 neutralitu. Italská diplomacie tento krok bývalým spojencům argumentovala tím, že ve vypuknuvší válce nejde o obranu jejího vlastního území. V roce 1914 nebylo italské království připraveno vstoupit do války, ať již na jakékoliv straně. Předcházející válka s Osmany v severní Africe vyčerpala nevelké zásoby zbraní a válečného materiálu, chyběli důstojníci i moderní zbraně. Itálie toužící po dalších územních ziscích však od konce roku 1914 podnikala opatření ke zlepšení akceschopnosti své armády. Hlavní italskou ambicí bylo připojit území při hranicích s habsburskou monarchií obývané italským obyvatelstvem. Vedle vyjednávání s bývalými spojenci proto Italové navázali kontakt i s představiteli států Dohody. Během jednání s Rakušany o odstoupení území Tridentska, dalmatských ostrovů a měst Gorice a Gradiška byly italské nároky odmítnuty. Proto Itálie 26. dubna 1915 podepsala tajnou Londýnskou smlouvu, v níž jí Británie a Francie za vstup do války proti Rakousko-Uhersku přislíbily požadovaná území, tedy Tridentsko, Jižní Tyrolsko, Terst, Istrii a část Dalmácie. Kromě toho měla Itálie po vítězné válce obdržet i území v Albánii, v severní Africe a rovněž sféru vlivu v Anatolii na úkor Osmanské říše.

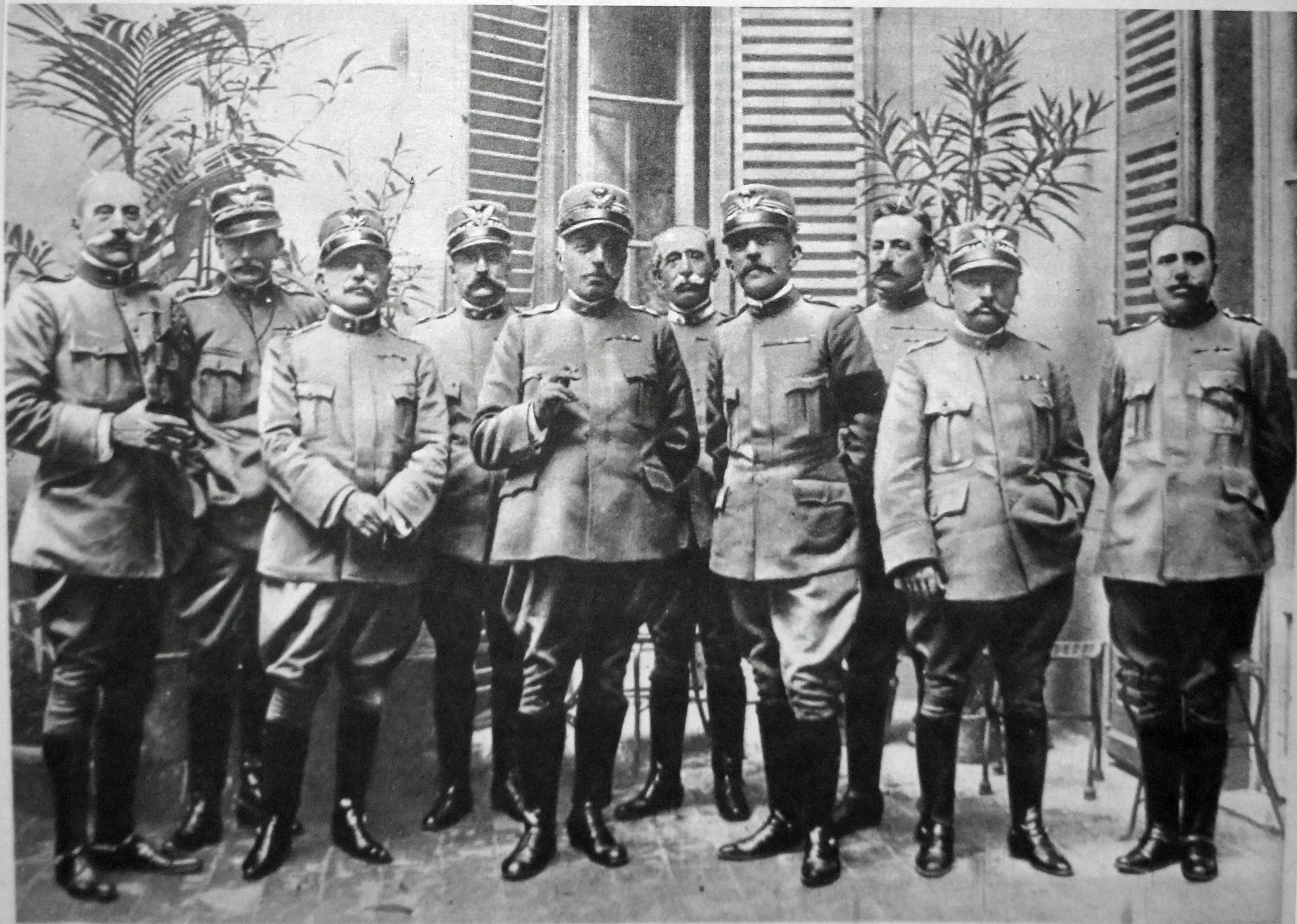
Italská generalita v čele s vrchním velitelem Luigim Cadornou

Itálie vypověděla 3. května smlouvu Trojspolku a 23. května 1915 vyhlásila Rakousko-Uhersku válku. Jako hlavní směr nadcházejícího útoku si italský generální štáb vybral jadranský přístav Terst, jako vedlejší směry byly určeny útoky alpskými údolími jižních Tyrol. Pokud však měla italská armáda táhnout na Terst, bylo nejprve nutné překonat příhraniční řeku Soču. Podle jména této řeky (italsky Isonzo) byla pak nazvána i celá série bitev mezi italskou a rakousko-uherskou armádou.

## Bojiště
Vstupem Itálie do války s habsburskou monarchií se otevřela nová, italská fronta, jejíž velká část probíhala po pásu hraničních horských vrcholů, extrémním vysokohorským terénem Alp. Nejhůře bránitelnou oblastí byl právě sočský úsek fronty táhnoucí se od tolminské kotliny podél toku řeky až k Jadranu. Od hory Krn (Monte Nero) na severu sledovala frontová linie Soču přes Tolmin, Most na Soči a Kanal ke vsi Plave. Zde na pravém břehu na západ od města Gorice začínalo rakousko-uherské předmostí. Na jih od města fronta pokračovala znovu po východním břehu, přes výšinu Monte San Michele a západní okraj Doberdobské plošiny až k Panzanskému zálivu.

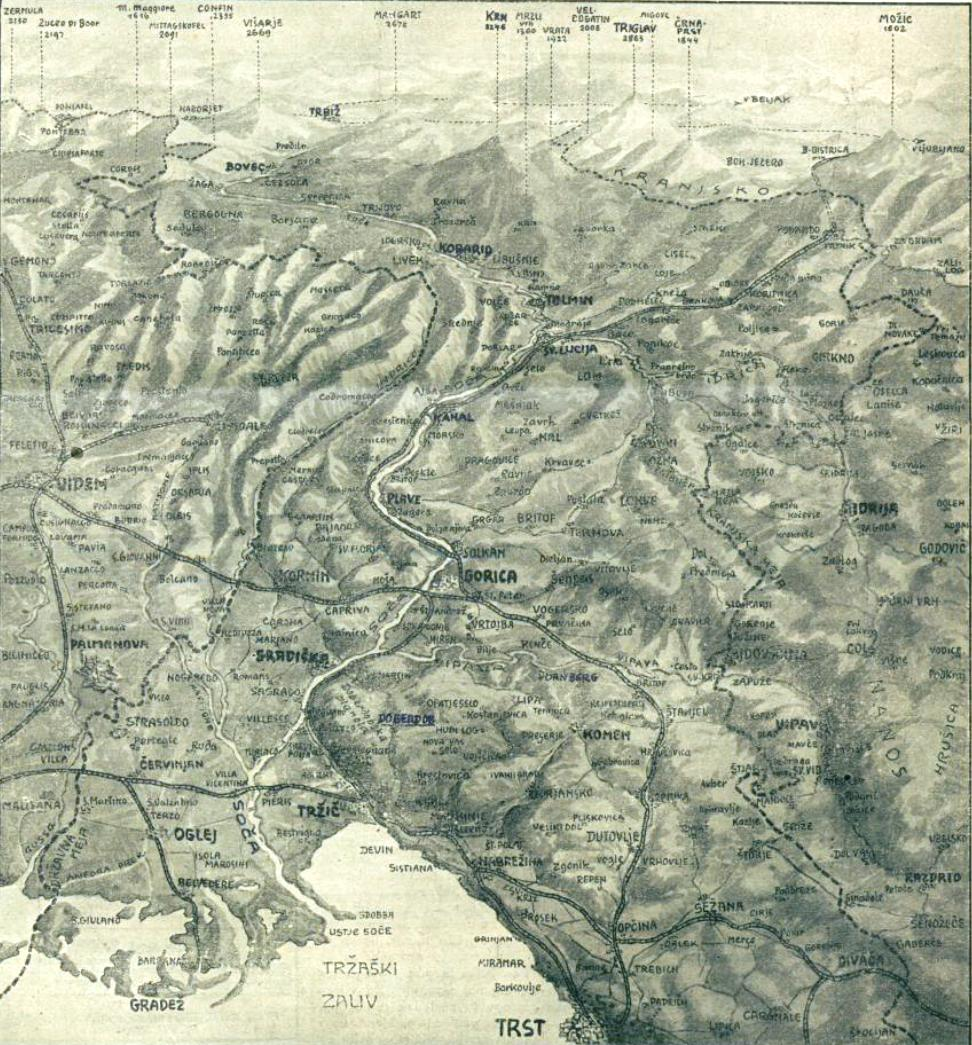
Plán zachycující oblast okolo Soči

Jižní část fronty se rozprostírala na vápencové vrchovině Kras. Zde životní podmínky vojákům velmi znesnadňovalo tvrdé vápencové podloží. Zákopy a úkryty musely být v hornatém terénu hloubeny za obrovského úsilí, často jen s pomocí strojních prostředků a trhavin. Vápenec navíc po zasažení granáty násobil účinky dělostřelby, což vojákům z počátku nekrytým ocelovými přilbami velice často způsobovalo vážná zranění hlavy. Navzdory přímořské poloze je navíc klima v oblasti Krasu relativně chladné a díky pravidelným bórám i velmi větrné. Přes obvyklé studené zimní lijáky trpěli zde nasazení vojáci kvůli lehce prosakovatelné půdě velmi často žízní. Na severu se frontová linie zvedala a přecházela do vysokohorského prostředí Alp. Zde byla válka oproti bojům na jiných frontách velice specifická. Vojáci byli nuceni hloubit v horách podzemní tunely a skrýše, zákopy se kopaly jen tam, kde to terén umožňoval. Boje v horách probíhaly tvrdým způsobem, vázlo zde zásobování potravinami, vojáky sužovaly laviny, chlad, studený vítr i vysokohorské počasí, zvláště v zimě. Za těchto podmínek byly na vrcholky hor přepravovány nejen pušky, kulomety a munice, ale též vysokohorská děla. Pozůstatky těchto bojů lze i v dnešní době nalézt ve vysokohorských oblastech italských, rakouských a slovinských Alp. Boje okolo Soče hořely od roku 1915 do roku 1917, kdy se armádám Ústředních mocností podařilo frontu u Kobaridu prolomit.

## Bitvy

### První bitva, 23. června až 7. července 1915
Válka s Itálií rakousko-uherské velení uvědomující si italské územní požadavky nepřekvapila. Vojenské přípravy na eventuální vstup Italů do války na straně Dohody probíhaly již od léta prvního válečného roku a opevňovací práce na horním toku Soče byly zahájeny již 27. dubna 1915. Stovky tisíc lidí jak na rakouské tak na italské straně hranice byly násilně evakuovány do vnitrozemí a brzy měl následovat vojenský střet postupujících italských jednotek s rakousko-uherskými obránci.

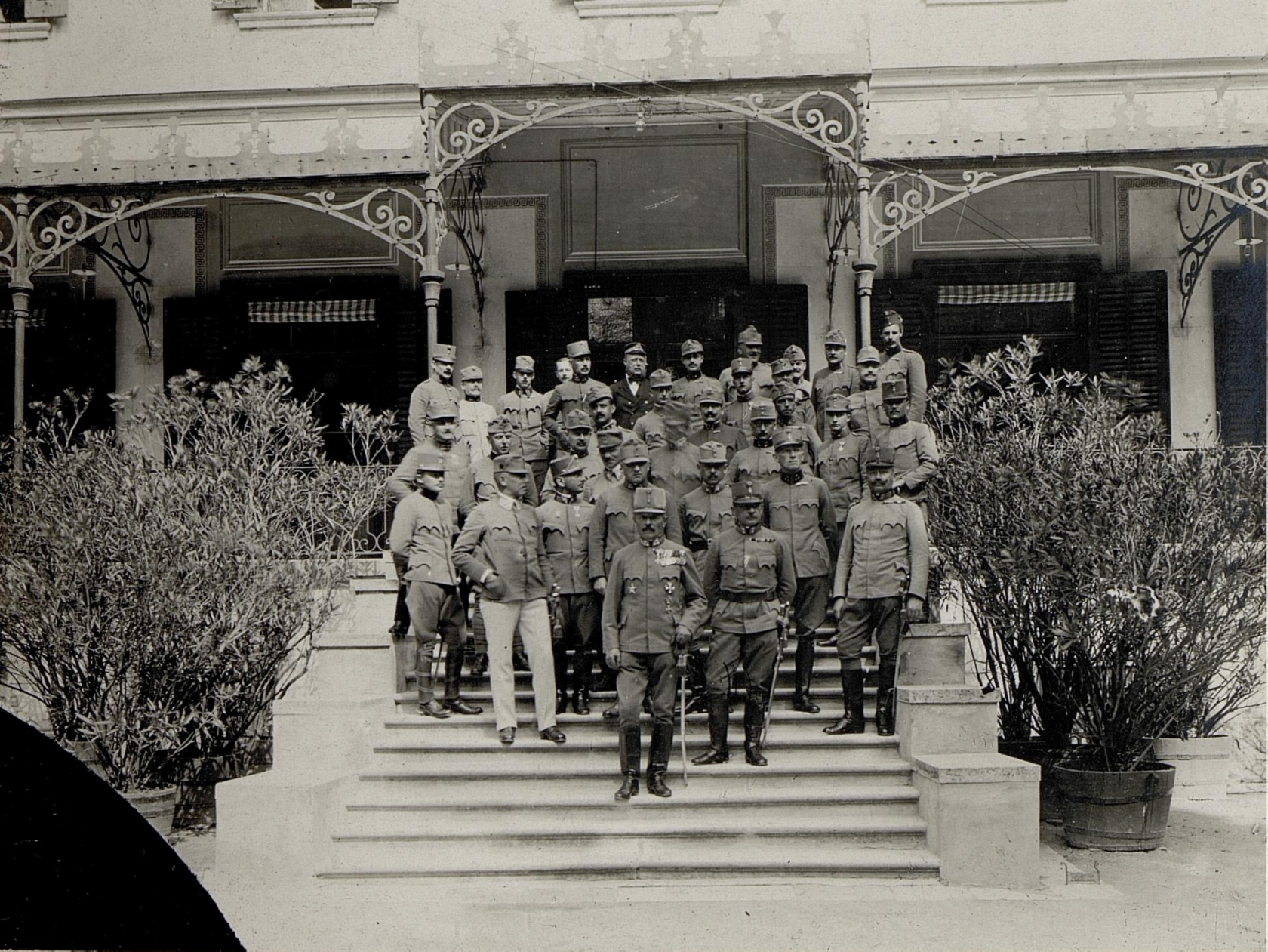
Štáb 5. armády bránící sočský úsek fronty v Postojné, v popředí velitel Svetozar Borojević von Bojna

Po selhání ofenzívy v Tyrolsku přeneslo italské velení v létě 1915 svůj hlavní zájem na sočskou frontu, kde se od té doby Italové pokoušeli dosáhnout strategického průlomu. Šéf italského generálního štábu, generál Luigi Cadorna připravující útok měl v oblasti 18 divizí s 225 prapory, 111 jízdních eskadron, 100 těžkých a 600 lehkých děl. Velitel 5. rakousko-uherské armády Svetozar Borojević naproti tomu disponoval pouze 8 divizemi o 84 praporech, 13 jízdních eskadron, 300 lehkých a 56 těžkých děl.

První útok italských vojsk proti pozicím rakousko-uherské armády byl zahájen 23. června jeden den trvající, dělostřeleckou přípravou. Italové se při tomto ostřelování soustředili především na okolí Gorizie a plošinu Doberdo u obce Doberdò del Lago, avšak kvůli nezkušenosti a nedostatku munice bylo jejich dělostřelectvo neúspěšné a nezpůsobilo rakouským obráncům vážnější škody. Na rakouské straně bylo 300 mrtvých a přibližně tisíc zraněných. Druhého dne zaútočila italská 21. pěší divize na pozice mezi Sagradem a Polazzem a 22. divize postoupila do blízkosti Gorizie u Lucinica. Tři italské divize se pokusily dobýt gorické předmostí a dvě divize zaútočily severně od města na rakouské pozice u Monte Santo (Sveta Gora).

30. června, po týdenní snaze italského dělostřelectva o zničení pozic obránců, došlo na frontě široké 3 km k hlavnímu útoku, ale řeku se podařilo překročit jen na několika místech a většina útočníků byla donucena k ústupu. Přesto Italové vytlačili rakousko-uherské jednotky od Poggio Terza Armata. Když 3. července dorazily 3. italské armádě Emanuele Filiberta d'Aosty posily, vyrazili Italové do dalšího útoku. 4. července zaútočila italská armáda na Doberdobské plošině na vrchol Monte San Michele. Mezi obcemi Fogliano Redipuglia a Pollazem sice Italové 5. července prorazili rakousko-uherskou obranou, avšak protiútok je donutil vzápětí ustoupit. Jelikož vyčerpaným italským jednotkám začaly docházet síly, byl útok 7. července zastaven.

Italové, kterým se podařilo dobýt jen nepatrné pozice na východní straně řeky, ztratili v první bitvě na Soči na 15 000 mužů (1 916 mrtvých, 11 495 raněných a 1 536 nezvěstných a zajatých vojáků. Na rakousko-uherské straně zemřelo 1 224 mužů, 7 576 bylo raněno a 1 150 padlo do zajetí nebo bylo prohlášeno za nezvěstné. Díky úspěchu v první sočské bitvě se rakousko-uherské velení definitivně odhodlalo soustředit na italské frontě veškeré prostředky na zesílení obranných pozic právě na Soče.

### Druhá bitva, 18. července až 3. srpna 1915

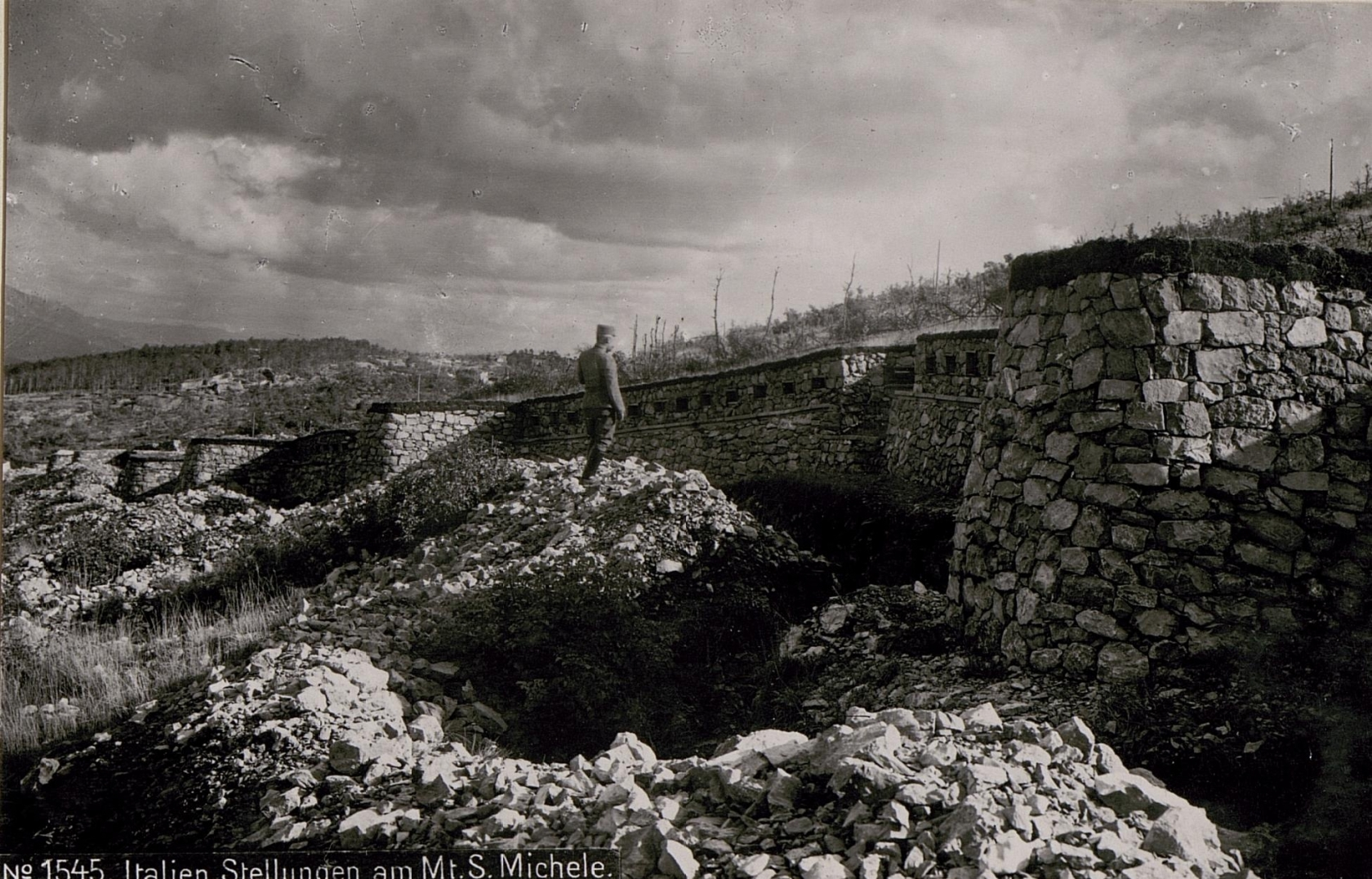
Pozice na Monte San Michele

Po neúspěchu prvního útoku na sočské frontě odcestoval Luigi Cadorna do Francie, kde na něj velitelé států Dohody na vzájemné poradě naléhali, aby co nejrychleji připravil další útok na rakousko-uherské pozice. Po návratu začal Cadorna připravovat plán druhé ofenzívy, která se měla zaměřit především na dobytí Doberdobského Krasu, předměstí Gorizie a vrcholu Batognica. Obě strany před druhou bitvou posílily své jednotky v oblasti. Italové do boje nasadili 260 praporů a 209 dělostřeleckých baterií, rakouské pozice bránilo 129 praporů a 143 baterií.

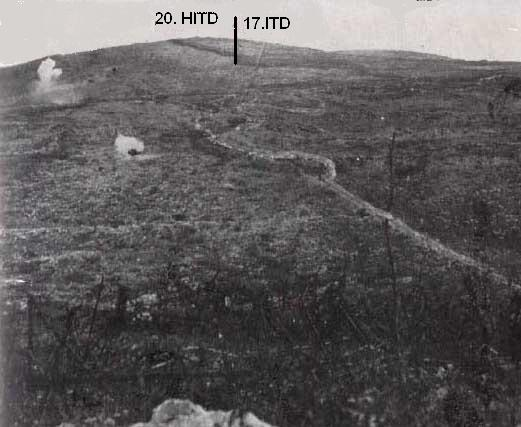
Ostřelovaný vrchol Monte San Michele

Útoku italské pěchoty opět předcházela dělostřelecká příprava, která byla již mnohem přesnější. Italové se při ostřelování, které zahájili 18. července, soustředili především na rakousko-uherské pozice na vrchu Monte San Michele. Při následném útoku se italské pěchotě i přes vysoké ztráty podařilo obsadit několik kót na Doberdobské plošině odkud vytlačila uherské oddíly. 20. července byl dobyt i vrch Monte San Michele bráněný maďarskými honvédy. Do protiútoku vyslal generál Borojević 12. horskou brigádu pod velením prince Felixe Schwarzenberga, syna Adolfa Josefa ze Schwarzenbergu. Tuto brigádu tvořili převážně vojáci z českých zemí, z Kroměřížska, Slovácka, Šumperska, Uničovska, Těšínska, Frýdecka a také členové bývalého 28. pěšího pluku z Prahy a jejího okolí. Brigáda vyrazila proti Italům na San Michele a u San Martina del Carso 21. července ve dvě hodiny ráno a rychlým útokem se jim podařilo tuto klíčovou kótu znovu obsadit. Po přeskupení však italská strana 26. července znovu zaútočila, když 6 000 vojáků 139. a 140. pluku brigády Bari bez předchozí dělostřelecké přípravy překvapivě napadlo Monte San Michele ze severozápadu, od Monte di Mezzo. Italové vrchol znovu obsadili a podruhé odsud vytlačili otřesené uherské oddíly. Rakouský protiútok byl opět svěřen Schwarzenbergově 12. horské brigádě, kde tentokrát útočili především vojáci ze střední a severní Moravy. Italové byli z vrcholů Monte San Michele znovu vytlačeni.
Přesto, že se museli dvakrát stáhnout z vrcholu Monte San Michele, podařilo se Italům v druhé bitvě na Soče přece jen obsadit některé důležité body rakouské obranné linie. Díky koncentrované palbě dělostřelectva byla zničena a následně dobyta postavení na vrchu Monte Calvario, nacházející se na západ od Gorizie. Na severním úseku fronty se pak alpínským oddílům podařilo 21. července dobýt pozice na hoře Batognica. Do 3. srpna se Italové neúspěšně pokoušeli s pomocí dělostřelecké palby o obnovení útoků, načež boj ustal. 

Během druhé bitvy na Soče ztratila italská strana 41 849 mužů, z nichž 6 285 padlo, 30 667 bylo raněno a 4 897 vojáků bylo prohlášeno za nezvěstné. Poražení Rakušané, kteří v bitvě ztratili západní úbočí Monte San Michele a území u vrcholu Batognice, přišli o 46 638 mužů, z nichž 7 202 zemřelo, 26 645 byl raněno a 12 291 bylo nezvěstných.

### Třetí bitva, 18. října až 4. listopadu 1915

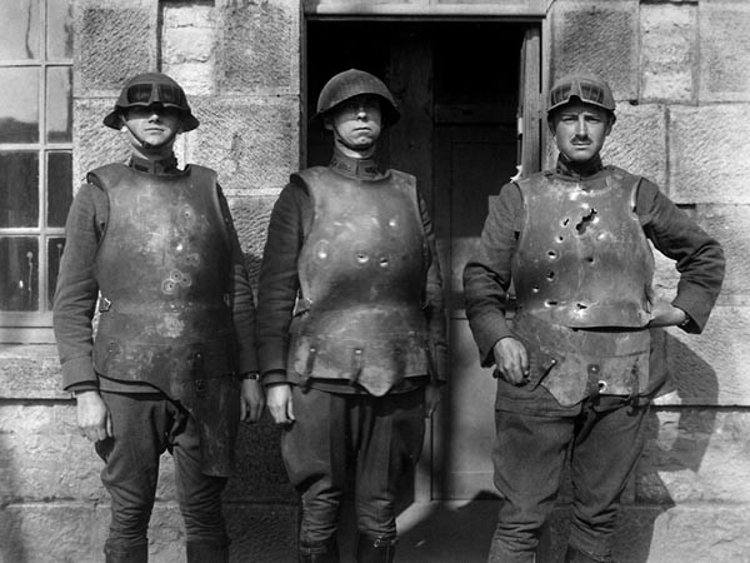
Jednotky arditů vybavených ocelovým brněním

Ještě v průběhu srpna zahájili Italové nové útoky mezi jižním okrajem tolminského předmostí a horou Rombon. Jejich hlavními cíli bylo dobytí měst Most na Soči a Bovec, avšak velmi tvrdé boje s velkým počtem obětí na obou stranách byly v průběhu srpna a září svedeny rovněž o vrcholy Sleme, Maselnik, Mrzli vrh nebo Vršič.
Třetí velká ofenzíva, jejímž primárním cílem bylo znovu dobytí gorického předmostí, byla Italy zahájena 18. října mohutnou, 70 hodin trvající dělostřeleckou přípravou, přičemž z 1200 děl bylo vypáleno více než milion dělostřeleckých granátů. K útoku měl vrchní velitel Cadorna tentokrát připraveno 370 praporů v 19 divizích s podporou 1335 děl. Poprvé mělo ve větší míře navíc italský nápor podporovat také letectvo. Rakušané disponovali pouze 9 divizemi a 580 děly. Od italských dezertérů se však dozvěděli, že k hlavnímu útoku dojde 21. října, takže před jeho zahájením velmi účinně ostřelovali italské pozice. Po skončení bombardování se italský nápor rozvinul po celé délce sočské fronty. Bojovalo se o hory Krn a Mrzli vrh, v okolí obcí Plave, Monfalcone, Gorice i Tolminu. Velký tlak byl vyvinut také v jižní části sočské fronty, na okraji Doberdobského Krasu. Zde Italové nasadili i bizarně vypadající těžkooděnce chráněné ocelovými štíty, kteří měli za úkol rozstříhat otvory v zátarasech zpevněných ostnatým drátem. Útočníkům se za cenu obrovských ztrát podařilo obsadit vsi Zagora a Oslavia, avšak Rakušané odrazili ofenzívu proti Krasu a uhájili také gorické předmostí. Jen v okolí Gorice ztratili Italové během třetí bitvy 300 důstojníků a 10 000 vojáků. Výpady proti rakousko-uherským pozicím na Krasu mezi Monte San Michele a San Martinem del Carso podnikaly italské jednotky až do počátku listopadu, kdy byly další útoky odvolány. Italské ztráty ve třetí bitvě na Soče se vyšplhaly na 67 tisíc mužů. Rakousko-Uhersko ztratilo 42 tisíc vojáků.

### Čtvrtá bitva, 10. listopadu až 2. prosince 1915
Po neúspěchu třetí bitvy na Soče musel Luigi Cadorna čelit nejen silné kritice zaznívající v italském parlamentu, ale také nespokojenosti západních spojenců. Francouzský velitel Joseph Joffre doporučoval soustředit příští útok přímo na město Gorici, přičemž radil intenzivně bombardovat klíčové komunikace a samotné město. Po přeskupení sil vyčerpané třetí armády, bylo před novým útokem připraveno 28 čerstvých italských divizí. V prostoru Gorice zahájilo čtvrtou bitvu na Soče italské dělostřelectvo 10. listopadu. Po tříhodinové palbě následoval útok Italů, avšak rakousko-uherští obránci znovu dokázali jejich postup odrazit a italské velení proto po třech dnech útok v tomto prostoru zastavilo. Během zuřivých bojů o pozice na Monte San Michele se vyznamenali i členové XI. pochodového praporu bývalého 28. pěšího pluku. I díky jejich hrdinství došlo během vánočních svátků toho roku k přezkoumání případu pražských dětí a Armee Oberkommando doporučilo císaři dříve rozpuštěný 28. pěší pluk znovu zřídit.

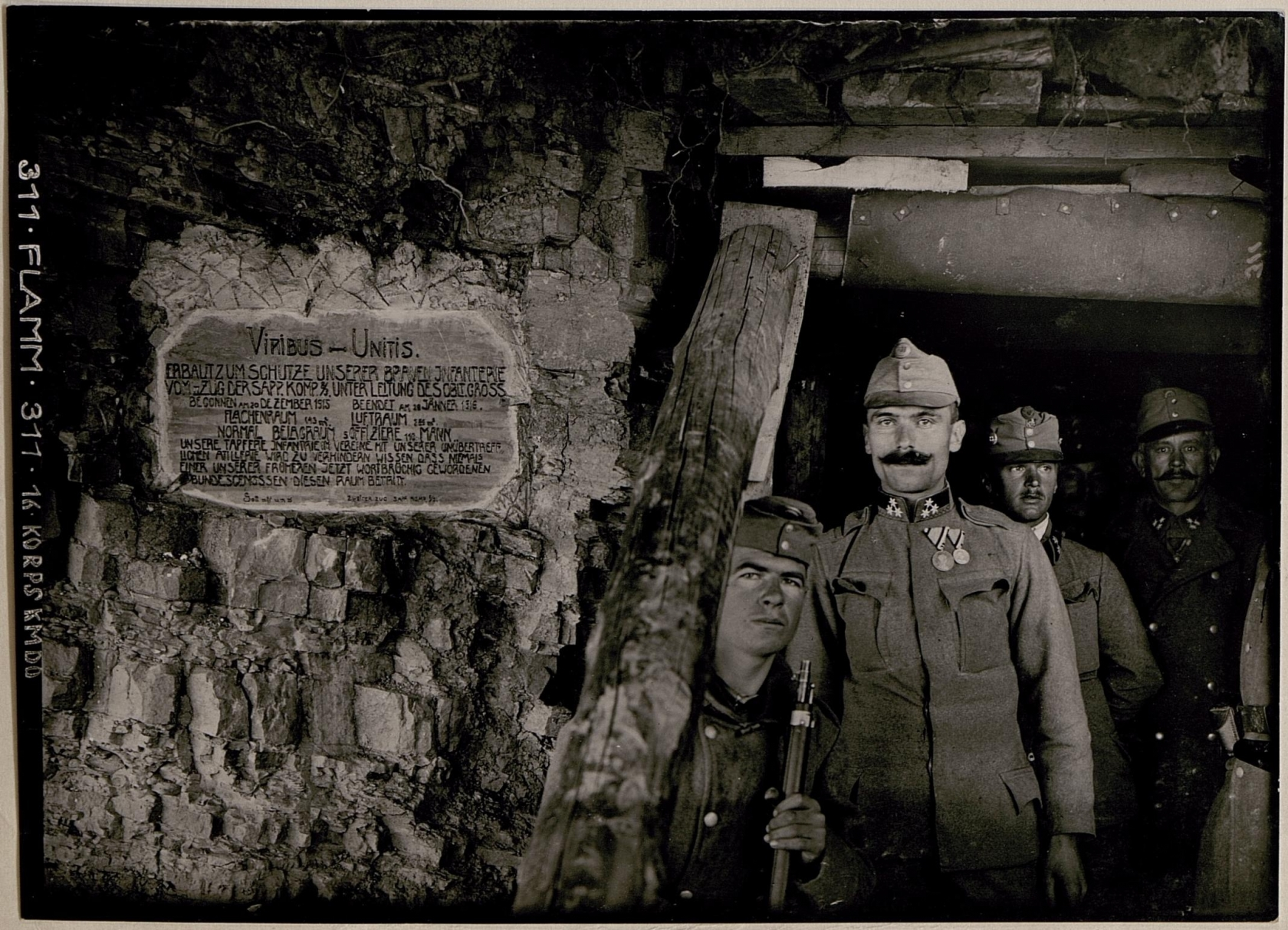
Rakousko-uherští obránci v tunelech na Kalvariabergu (Monte Calvario) bránících ze západu gorické předmostí

Neúspěchy v průběhu čtvrté bitvy nakonec přiměly Cadornu uposlechnout Joffreho rady, načež 17. listopadu poručil artilerii soustředit veškerou možnou palbu přímo proti Gorici. Ve městě v té době stále ještě žila polovina z původních 30 000 obyvatel. Během italského bombardování dopadlo na město přes 3 000 střel, načež z Gorice uprchla většina přeživších civilistů. Rakušané přesto dál pevně drželi ruiny ostřelovaného města i zdejší přechody přes Soču, kudy nadále proudily posily i materiál obráncům gorického předmostí. Následovala ofenzíva proti rakousko-uherským postavením v okolí města. Do 30. listopadu zaútočili italští pěšáci čtyřicetkrát proti hřebenu Kalvaria-Grafenberg, třicetkrát proti Oslavii a patnáctkrát proti vrcholu Sabotin, přičemž posunout původní frontovou linii se Italům za cenu ztráty 10 517 mužů podařilo pouze u vsi Oslavia. Prolomit rakousko-uherské pozice se téměř podařilo po nečekaném útoku Alpínů proti Mrzlemu vrhu, kde do zajetí padlo množství zaskočených rakouských vojáků. Postup Italů však zastavilo rychle se zhoršující počasí. Hustý déšť, který se spustil 28. listopadu v kombinaci s ledovým větrem rychle znemožnil prochladlým a demoralizovaným vojákům pokračovat v dalších útocích.
Přestože italské dělostřelectvo proměnilo většinu Gorice v hromadu sutin, Rakušané i ve čtvrté bitvě odrazili italské pokusy o průlom. Bezvýsledné boje stály italskou stranu 7 000 mrtvých, 34 000 zraněných a 7 500 nezvěstných. Ztráty rakouské strany činily 4 000 mrtvých, 17 000 raněných a 25 900 nezvěstných. Po bitvě se rakousko-uherské 5. armádě úspěšné bránicí linie při řece Soče začalo říkat Isonzo Armee tedy Sočská armáda.

### Pátá bitva, 11. března až 16. března 1916

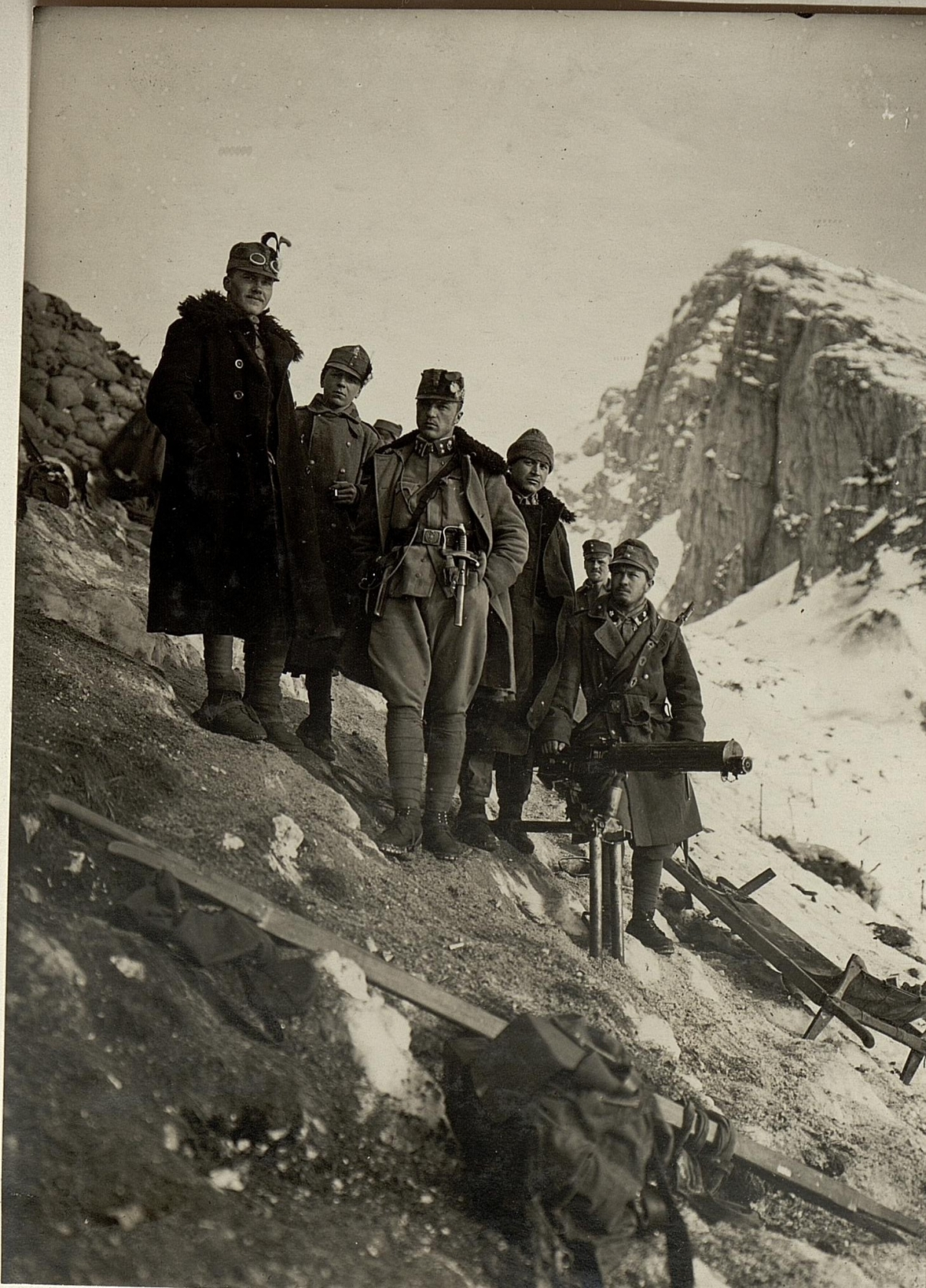
Vojáci 1. horského střeleckého pluku z Klagenfurtu pózující na vrcholu Čukla s ukořistěným kulometem Vickers.

Již v závěru roku 1915 ochromilo vydatné sněžení válečné snahy obou stran, které musely většinu svých sil vydávat na boj s krutou zimou, lavinami a zásobovacími problémy. Krajně nepříznivé podmínky panovaly především v severní části sočské fronty táhnoucí se po vysokohorských hřebenech Julských Alp, kam bylo jen velmi obtížně možné dopravovat munici, vybavení i potraviny. Boje však přesto nepřestávaly a Rakušanům se během únorového výpadu podařilo obsadit vrchol Čukla nacházející se na jih od Rombonu. Obě strany plánovaly na rok 1916 velké ofenzívy, přičemž plán rakousko-uherského velitele Hötzendorfa na útok v jižním Tyrolsku předešlo německé velení zahájením obrovské ofenzívy na západní frontě, kde 21. února vypukla bitva u Verdunu. Tento německý nápor donutil francouzské velení žádat Luigiho Cadornu o pomoc s odlehčením tlaku Ústředních mocností. Cadorna, který vlastní rozhodující útok na sočské frontě připravoval teprve na léto, dal proto po návratu z Francie 6. března pokyn k zahájení nového náporu na rakousko-uherské pozice. Tento narychlo připravený výpad zahájený na nátlak italských spojenců však neměl šanci na úspěch.
Italské dělostřelectvo, které začalo 11. března s ostřelováním Rakušanů, se potýkalo s nedostatkem munice a nezpůsobilo proto obráncům výraznější ztráty. Cílem nepříliš intenzívních útoků se pak v průběhu pěti dní staly vrcholy Mrzli vrh, Monte San Michele a San Martin. Během bitvy ztratili Italové přibližně 1 900 a Rakušané 2 000 mužů. Pátá bitva na Soči vedená italskou stranou především z propagačních důvodů bývá někdy italskými historiky nazývána velkou ofenzívní demonstrací.

### Šestá bitva, 6. srpna až 17. srpna 1916
Rakousko-uherskou jarní ofenzívu v jižním Tyrolsku byl Conrad von Hötzendorf nucen odvolat po zahájení mohutného ruského útoku na východní frontě, kam byla stažena i významná část sil z italské fronty. Další oslabení rakouských pozic na Soče vyvolal rovněž možný vstup Rumunska do války na straně Dohody, takže část sil byla staženy i k rumunským hranicím. Naopak Italové připravující své pozice na velký útok přisunovali k sočské frontě mohutné posily ještě v průběhu jarních bojů v Tyrolsku. Jen ke gorickému předmostí bylo tajně přepraveno přes 300 000 vojáků, 57 000 koní a 10 000 vozidel, přičemž posily i materiál byly k frontě přesouvány výhradně v noci, aby nedošlo k vyzrazení přicházejícího útoku. Italský plán počítal s klamným demonstrativním útokem proti jižnímu křídlu fronty v oblasti Doberdobské plošiny, avšak hlavní nápor měl být následně veden přímo proti Gorici a především proti pilíři tamní rakousko-uherské obrany, vrcholu Sabotin (Monte Sabotino).
Dle plánu zahájili Italové 4. srpna bombardování jižní části Doberdobské plošiny, načež zde téhož dne došlo k několika menším výpadům, které byly bez větších problémů odraženy. Od vyslýchaných zajatců a kvůli zastřelování nových baterií začali rakousko-uherští velitelé tušit, že se velký italský útok přiblížil. Šestá bitva na Soči vypukla 6. srpna v 6:15 ráno dosud nejmohutnějším devítihodinovým ostřelováním rakousko-uherských obranných linií, které byly 1 200 italskými děly na mnoha místech zcela zpustošeny. Po zdrcující palbě, která smetla obránce v prvních liniích a zakryla bojiště hustým dýmem a prachem, vyrazilo 7 000 Italů proti Sabotinu. Útočníkům se podařilo proběhnout až ke vstupu do kaveren, kde během 35 minut přemohli těžce otřesené rakousko-uherské vojáky. Italové ztratili 116 padlých a 850 raněných, avšak dobytím pozic na Sabotinu zajali 1 200 nepřátel a obsadili klíčový bod rakouské obrany při severní straně gorického předmostí. Za obsazení Sabotinu byl italský plukovník Pietro Badoglio povýšen na generálmajora.

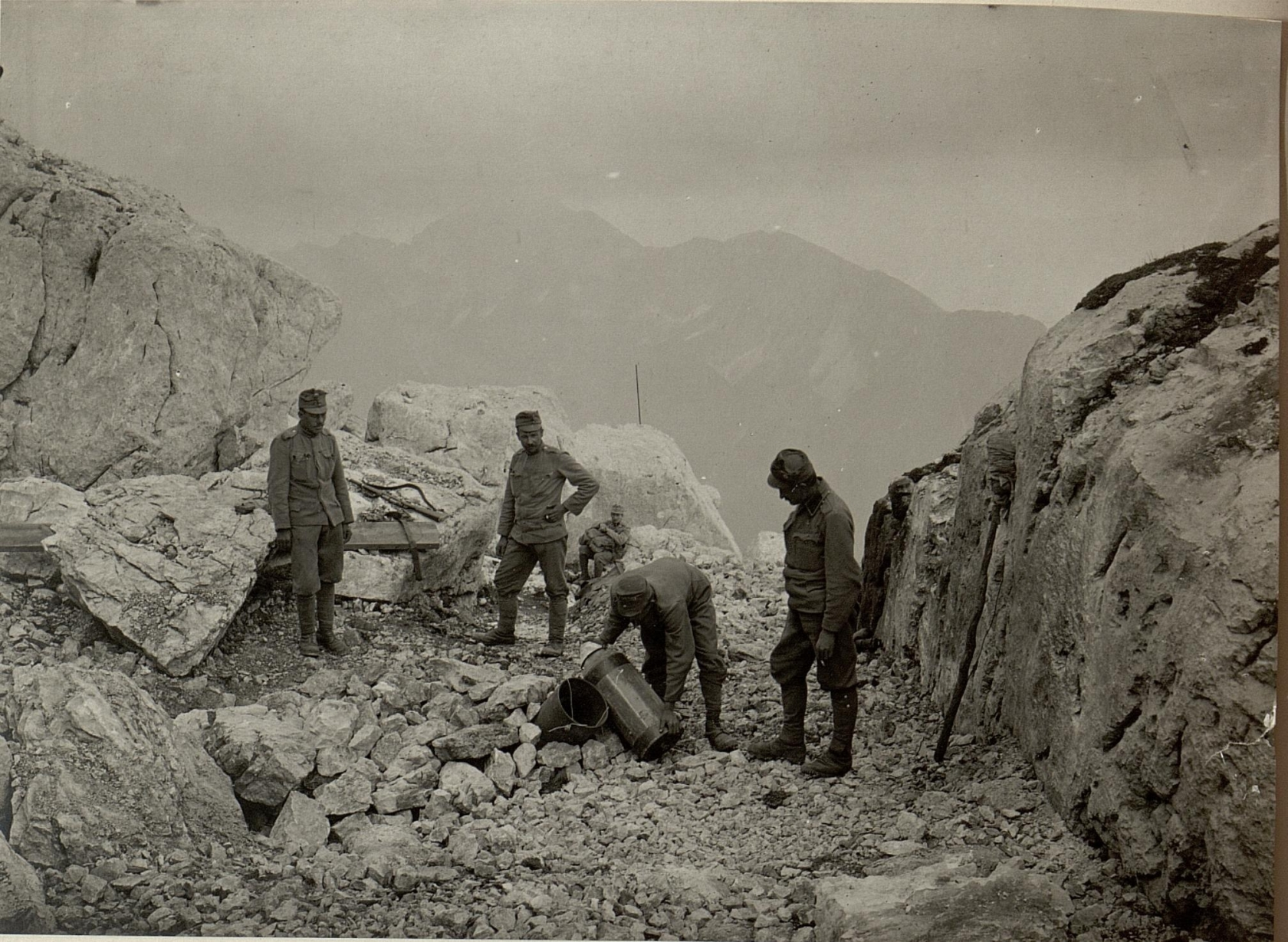
Minomet na hoře Rombon, léto roku 1916

Také při jižním okraji předmostí zaznamenali Italové úspěch, když do jejich rukou konečně padly všechny vrcholy masivu Monte San Michele a Rakušané byli na Doberdobském Krasu donuceni stáhnout se až ke vsi Marcottini. Jakmile padly pozice na vrcholech bránících Gorici, namířili Italové svůj nápor i proti městu. Rakousko-uherské protiútoky nebyly úspěšné i kvůli nedostatku střeliva, které chybělo dělostřelectvu. Vysoké ztráty a rychle se tenčící zálohy pak donutili generála Borojeviće i velitele gorického úseku fronty, generálmajora Erwina Zeidlera další marné pokusy o znovudobytí ztracených pozic odvolat. Zeidler vydal 8. srpna rozkaz stáhnout přeživší vojáky 58. pěší divize na pozice za řeku Soču. Z 18 000 rakousko-uherských vojáků se na levý břeh podařilo probít jen asi 5 000 mužů. Postupující italské jednotky se probíjeli přes řeku a Rakušané proto vyklidili město, odstřelili mosty a ustoupili za město na novou obrannou linii.

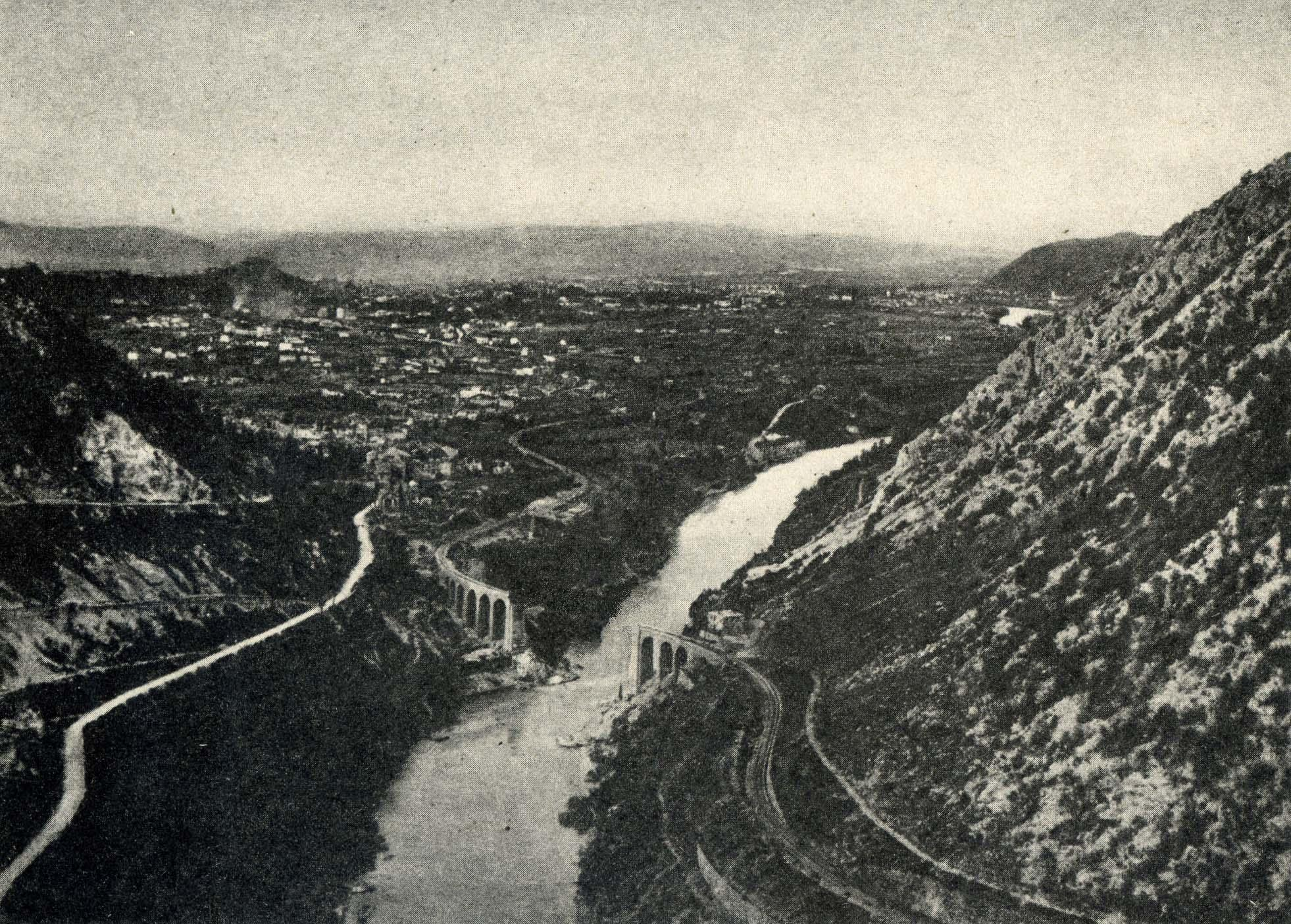
Pohled na zničený železniční most nacházející se severně od Gorice u obce Solkan, který byl ustupujícími Rakušany zničen 9. srpna 1916

Obsazením Gorice a proniknutím na levý břeh Italové vážně ohrozili jižní křídlo 5. rakouské armády dosud bránící pozice na Krasu. Borojević proto nařídil spěšný ústup z Doberdobské plošiny. Překvapení Italové, kteří 10. srpna podnikli útok na opuštěné pozice, následně bez boje obsadili ves Doberdò. Váhající Cadorna však tehdy nedokázal průlomu využít a dopřál ustupujícím rakousko-uherským vojákům zaujmout nové obranné postavení. Když následně 14. srpna obnovili útok na zkonsolidované rakouské pozice na levém břehu Soče, byli italští vojáci odraženi. Cadorna poté uposlechl varování velitelů d'Aosty a Capella, kteří upozorňovali na skutečnost, že útočící 3. armáda je již krajně vyčerpaná a je třeba doplnit zásoby a upevnit dobyté pozice. Šestá bitva na Soče tak 17. srpna ukončením italského náporu skončila. Italové během vítězné ofenzívy ztratili přes 51 000 mužů, z nichž 6 311 padlo, 32 784 bylo raněno a 12 137 bylo prohlášeno za nezvěstné. Pátá rakousko-uherská armáda bylo pod italským tlakem donucena vyklidit gorické předmostí a v bitvě přišla o téměř 42 000 mužů.

### Sedmá bitva, 14. září až 17. září 1916

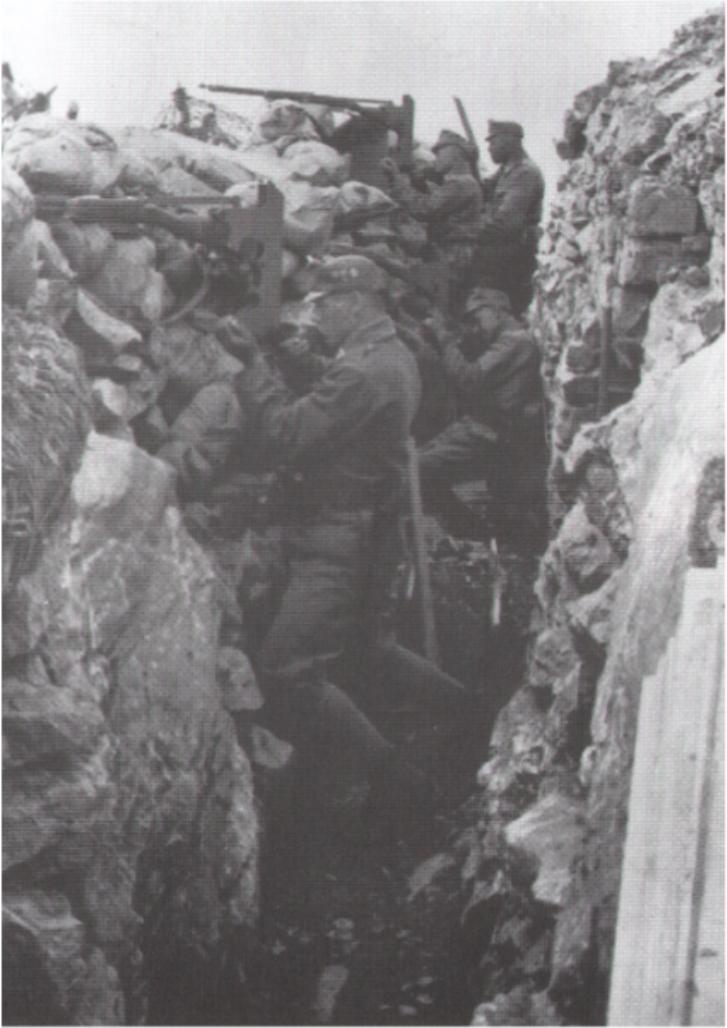
Obranné postavení během bitvy v Krasu

Ztráty způsobené šestou bitvou se Borojevićovi podařilo doplnit příchodem čerstvých pluků, takže v září disponoval v ohroženém úseku fronty v okolí Gorice a na Krasu 75 000 vojáky v 62 praporech. Cadorna naproti tomu v oblasti velel 186 praporům o síle 240 000 mužů. Italové, jejichž cílem bylo po získání Gorice dobytí nedalekého Terstu, nepřítele převyšovali i palebnou silou 954 děl a 584 minometů proti rakouským 284 dělům a 255 minometům. Špatné počasí a zvýšená hladina Soče na počátku září narušily italské plány na rychlé obnovení útoku. Rakouští obránci získaný čas využívali na zesílení nových postavení především v Krasu, kde se zákopy v hornatém terénu kopaly jen velmi nesnadno. Na mnoha místech se proto ještě v polovině září vojáci kryly jen v půl metru hlubokých zákopech zpevněných pytli s pískem nebo kamennými zídkami.
13. září zahájilo italské dělostřelectvo rozmístěné v severozápadní části Krasu zastřelovací palbu, na kterou navázalo o den později silným, dvouhodinovým bombardováním nedokončených pozic obránců. Následně 11. divizí 3. italské armády zaútočilo mezi Goricí a Jadranem na frontě o šířce 10 km. Za cenu 17 tisíc mrtvých a raněných obsadila italská armáda během čtyřdenního boje jen několik nevysokých kót a malé území okolo Mirenskeho gradu. Rakousko-Uhersko přišlo o 15 tisíc mrtvých a raněných. Váhající italské velení v bitvě nedokázalo prorazit špatně opevněné a tenké rakousko-uherské linie a nevyužilo příležitost k velkému průlomu, kterou získalo vítězstvím v předchozí bitvě. Neúspěch v sedmé sočské bitvě vážně podlomil morálku italských vojáků, kteří stále častěji odmítali nastupovat na krvavá jatka nových neefektivních útoků a nesouhlasili s vlastním velením.

### Osmá bitva, 10. října až 12. října 1916
Ve snaze prolomit nepevná rakouská postavení v jižní části Krasu a probít se směrem k Terstu zahájili Italové v říjnu osmou bitvu na Soči. Boji tradičně předcházela mohutná dělostřelecká příprava, která vypukla nad ránem 10. října 1916. Do útoku bylo následně nasazeno 14 italských divizí na zhruba 12 km úzké linii fronty jižně od Gorice. Útočníci lépe koordinující dělostřeleckou palbu s postupem pěchoty pronikli skrz rakousko-uherská obranná postavení u města Šempeter pri Gorici. Na Krasu postoupili k vesnicím Lokvica a Nova vas a Rakušanům, kterým chyběly zálohy, se frontu podařilo s nejvyšším vypětím zkonsolidovat teprve u vsi Jamiano. V bitvě se vyznamenali čeští vojáci 102. benešovského pěšího pluku. Rakouské ztráty se vyšplhaly na téměř 32 000 mužů, italské na zhruba 25 000. Obrovské ztráty zde zaznamenaly především demoralizované uherské oddíly. Jen 20. honvédská pěší divize, která byla pod italským tlakem téměř rozprášena, přišla o 1 250 padlých, 2 500 raněných, 4 000 zajatých a 5 000 nezvěstných. Divize po boji disponovala jen 300 bojeschopnými muži.

### Devátá bitva, 31. října až 4. listopadu 1916

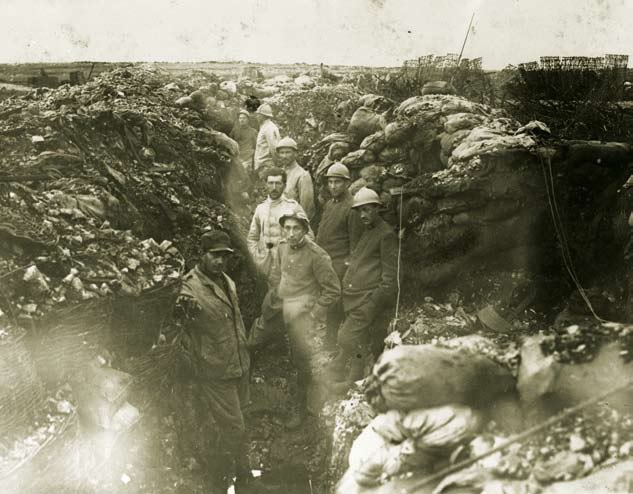
Italští vojáci v zákopech na Krasu

Záhy po vyčerpání osmého velkého útoku zahájil Cadorna přípravu příští ofenzívy. Borojević očekával útok protivníka již okolo 23. října, avšak studené deště a mlhavé podzimní počasí Italy o týden pozdržely. Nový italský útok na pozice na Komenském Krasu ve směru na Terst předcházela zvýšená aktivita dělostřelectva a sílící letecké bombardování pozic v zázemí. Kromě samotného Terstu bylo bombardováno i město Sežana a ves Dutovlje. Dělostřelecká příprava Italů se zintenzivněla 30. října a následujícího dne vyrazila pěchota na několika místech Krasu na zteč. Polevující italský nápor byl obnoven 1. listopadu, kdy dělostřelecká palba rozrušila obranná postavení Rakušanů. Severně od Hudi Logu následně Italové prorazili v 3 km široké linii rakouskou obranu. Italský postup směrem na Kostanjevici znamenal hrozící obklíčení rakousko-uherských obránců jihozápadní části Krasu. Ve snaze získat zpět ztracené pozice podnikali vyčerpaní Rakušané marné protiútoky, které byly s vysokými ztrátami odraženy. Po ochabnutí útoku Cadorna ofenzívu 4. listopadu zastavil.
Velké ztráty zaznamenala rakouská strana především v severní části Krasu. Jen v obklíčené kapse u Kostanjevice padlo do zajetí 8 700 vojáků a 259 důstojníků. Italové se zde navíc zmocnili 42 kulometů, 23 děl a 9 minometů. Celkově se rakousko-uherské ztráty vyšplhaly na 28 000 padlých, raněných a zajatých mužů. Útočícím Italům se za podobně vysokou cenu podařil dílčí průlom rakouských pozic v hloubce zhruba 3,5 km. Dílčí taktický úspěch však italské velení opět nedokázalo přetavit v průlom sočské fronty. Po skončení deváté bitvy pokračovaly obě strany v opevňování pozic a ostřelování nepřátel, avšak zhoršující se počasí záhy utlumilo možnost rozsáhlejších vojenských operací, které se měly uskutečnit až na jaře příštího roku.

### Desátá bitva, 12. května až 8. června 1917
V průběhu zimní přestávky prováděla rakouská strana opevňovací práce a italská připravující na jaro obnovení útoků přisouvala ke Krasu velké posily. Díky nově povolaným ročníkům 1897 a 1898 se počet italských praporů zvýšil na 850 a Cadorna měl před bitvou v oblasti připraveno 36 divizí. Italové disponovali 2 200 děly a 1 000 minomety, přičemž mohli počítat i se stovkou zapůjčených britských a francouzských těžkých kanónů. Obrovská palebná převaha umožňovala Italům postavit v Krasu jednu dělostřeleckou hlaveň na každých pět metrů. Borojevićova 5. armáda získala výrazné posily po vypuknutí revoluce v Rusku, která umožnila posílit sočskou frontu jednotkami z východu. Italský útočný plán počítal pro zmatení nepřítele s úvodní dělostřeleckou přípravou po celé délce fronty. Úvodní klamný útok pak měl přijít v prostoru Gorice, což mělo přimět rakouské velení k přesunu svých záloh tímto směrem. Na oslabené pozice na Krasu se pak měl vrhnout generál d'Aosta se třetí armádou, která měla za úkol prolomit rakousko-uherské linie ve směru na Terst.
Dělostřelecká příprava Italů, která byla zahájena 12. května, dosáhla nevídaných rozměrů. Trvala 54 hodin a na rakousko-uherské pozice během té doby dopadlo milión granátů. Většina obránců přečkala děsivou palbu v opevněných kavernách a italské brigády následně útočící v prostorech u Plave, mezi Zagorou a Paljevem, u Vodice a Rožne Doliny byly odraženy. Obrovské ztráty zaznamenali Italové u Vodice, kde během krvavého útoku proti kulometným postavením přišli o 11 000 vojáků z 26 000 mužů účastnících se zteče. Úspěšnější byli italští útočníci při dobývání Svete Gory, kde se obránci přesile po hodinovém boji v kavernách nakonec vzdali. Italům se podařilo proniknout na levý sočský břeh od ústí do moře až k Prižnici a nápor v okolí Gorice přiměl Borojeviće přemístit na pomoc ohroženým liniím část sil z jižního úseku fronty na Krasu. Druhá fáze bitvy vypukla 23. května, kdy italská děla opět bombardovala frontu od pobřeží až k Plave. Na rakousko-uherské pozice během deseti hodin dopadlo na půl milionu granátů. Následoval hlavní útok primárně směřující na jižní úsek fronty, kde mělo dle plánu dojít k průlomu.
Do útoku vyrazilo více než 100 000 italských vojáků. Po těžkých bojích se Italům podařilo zlomit odpor dvou maďarských divizí a postoupit východně od Doberdobského jezera, kde se konečně zmocnili vsi Jamiano a obsadili kótu Arupacupa. Během krize obrany v 10. bitvě nasadilo rakouské velení do předních linií velké množství osvědčených jednotek z českých zemí. Pozice na Krasu úspěšně bránily pluky 11. písecký, 21. čáslavský, 28. pražský, 91. českobudějovický, 98. vysokomýtský, 102 benešovský spolu s 12. horskou brigádou sestávající z praporů z Kroměříže, Šumperka a Těšína. V obraně pozic u obce Hudi Log, kde padlo nebo bylo raněno 5 400 italských vojáků, se vyznamenal 21. čáslavský pluk. Čáslavští obránci se však museli z Hudeho Logu v noci na 25. května stáhnout kvůli pronikání Italů na Frnaži. Italský útok ve směru na Monte Ermada zastavil následujícího dne 11. písecký pěší pluk protiútokem před vsí Medeazza. Italské útoky střídající rakousko-uherské protiútoky vyčerpaly vojáky obou stran a Cadorna 28. května rozhodl ofenzívu zastavit. Do 28. května ztratila útočící 3. armáda na 60 000 mužů. Cadorna povýšil Luigiho Capella na velitele 2. armády a 1. června odjel do Říma, kde chtěl připravit novou ofenzívu.
Borojević vyznamenaný v Postojne císařem Karlem Komandérským křížem Vojenského řádu Marie Terezie a povzbuzený zprávami o špatné morálce italských vojáků, povolil počátkem června přípravy na rakousko-uherský protiútok. Ten zahájila rakouská děla brzy ráno 4. června, načež v prostoru na západ od Monte Ermada zaútočily české oddíly na nepřipravené Italy. Jen 12. horská brigáda prince Felixe Schwarzenberga během útoku zajala 7 000 zaskočených italských vojáků. Itálie, která během úspěšného protiútoku přišla o tvrdě vybojované pozice při Monte Ermada, zaplatila za desátou sočskou bitvu ztrátou 162 000 mužů. Během necelého měsíce 36 000 Italů v bojích zemřelo, 96 000 bylo raněno a 27 000 padlo do zajetí. Rakousko-Uhersko přišlo během desáté bitvy o 7 300 mrtvých, 45 000 raněných a 23 400 zajatých vojáků.

### Jedenáctá bitva, 18. srpna až 12. září 1917
Hned po zastavení neúspěšné desáté ofenzívy začali Italové s přípravou nového útoku, který tentokrát plánovali namířit především proti Banjšické náhorní plošině. Nápor v tomto směru prosazoval velitel 2. armády Luigy Capello. Italové opět zkoncentrovali obrovské množství děl všech ráží, kterých měli dohromady k dispozici téměř 5 200. Prorazit rakousko-uherské linie severně od Gorice bylo připraveno 51 pěších divizí v 567 praporech. Sočská 5. armáda naproti tomu disponovala 21 divizemi a přibližně 1 500 děly a minomety. Přísunem demoralizovaných pluků z východní fronty se i v českých jednotkách na sočské frontě začaly v létě roku 1917 množit dezerce. Na počátku srpna se pak jednotkám generálporučíka Enrica Caviglii vzdal český důstojník, který Italům velmi podrobně popsal rakousko-uherské pozice na západní straně Banjšické plošiny. Další komplikací bylo zle načasované odvolání generálmajora Aloise Podhajského, velitele 21. střelecké divize, která měla plošinu bránit.
Palbu spustila italská děla 18. srpna na celé délce fronty, od Mrzleho vrhu po Kras. Velmi intenzivně byla bombardována postavení na Monte Ermada, kterou ostřelovala i děla umístěná na vorech v  Terstském zálivu. Cadorna se tak snažil vzbudit u Rakušanů mylný dojem, že hlavní nápor znovu povede na jižním úseku fronty. I díky vyzrazením pozic na Banjšické plošině byly pražský a písecký pluk bránící prostor okolo Kanalskeho Vrhu doslova rozmetány na kusy  hustou italskou palbou. Italové krytí střelbou děl přemostili Soču u Ročinje, načež obsadili západní okraj plošiny. Přesila italských sil pak zle tlačila otřesené rakousko-uherské jednotky na Banjšické plošině. Když 22. srpna přijel do Postojné císaře Karel doprovázený náčelníkem generálního štábu Arthurem Arz von Straußenburgem, dozvěděl se Borojević, že v koordinaci s německým velením je připravován v severní části fronty mohutný protiútok a že je proto třeba tolminské předmostí udržet za každou cenu. Velitel 5. armády rozhodl o stažení sil z Banjšice, Vodice a Svete Gory na východ směrem k Čepovanské dolině, kde již byla připravená druhá obranná linie. Obránci z těchto pozic ustoupili v noci z 23. na 24. srpna. Po obsazení Banjšice se italský útok na plošině zastavil a Rakušané udrželi důležitou Lomskou plošinu na sever od Kalu nad Kanalom. Další italské útoky na Komenském Krasu byly zastaveny před Medeazzou a Rakušané ubránili rovněž horu Monte Ermada. 4. září zahájili Rakušané na jižním okraji Krasu úspěšný protiútok, po němž se frontová linie ustálila na původních pozicích. Do zajetí zde padlo 6 200 italských vojáků a 163 důstojníků.

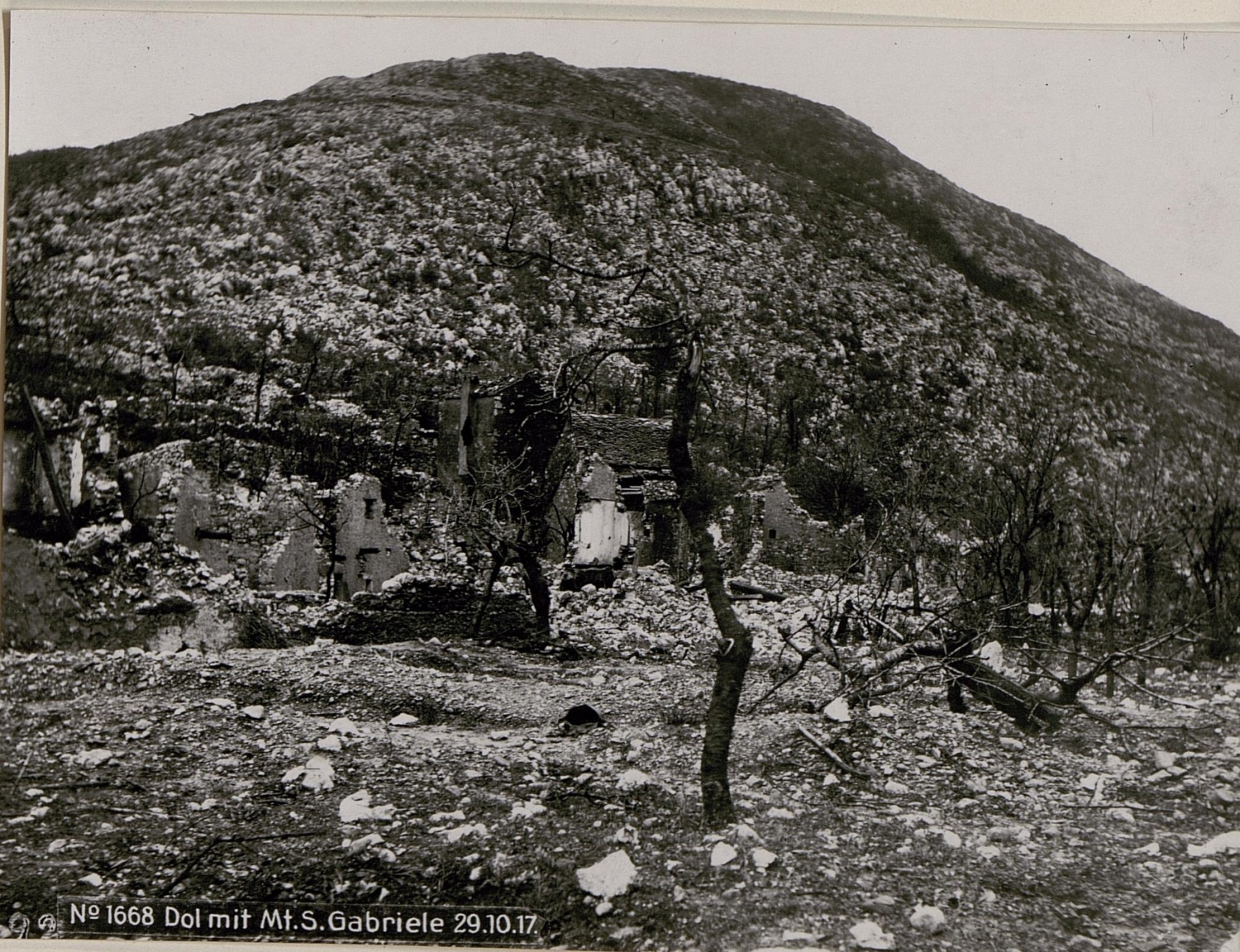
Rozbombardovaná ves Dol a Hora Škabrijel od severu

Urputné boje se v rámci jedenácté sočské bitvy rozhořely i o vrchol Škabrijel (Monte San Gabriele) ze severu bránící Italům ve vstupu do Vipavské doliny. Na zdolání tvrdě bráněného vrcholu byly nasazeny i speciální úderné jednotky arditů, kterým se ráno 4. září podařilo Škabrijel dobýt. Ještě téhož dne však vyrval vrch z italských rukou protiútokem 25. domobranecký pluk z Kroměříže. Čeští vojáci pak rozbombardované pozice na Škabrijelu bránili proti několika vlnách italských útoků až do vystřídání 2. horským střeleckým plukem z Lublaně večer následujícího dne. Krvavé útoky obou stran se rychle střídaly, avšak vrchol Škabrijelu se Italům trvale obsadit nepodařilo. Italů padlo při jeho dobývání na 25 000, Rakušanů zde zemřelo 15 000.
„Byla to hotová Golgota utrpení a smrti. Tam, kde začínala první linie, byly jen zasypané zákopy, naplněné mrtvolami, a z předprsní zbyla jen rozsypaná skalní suťoviska, za kterými se krčilo několik šílených vojáků, zmatených od největší hrůzy, strašnější než peklo, bránících vrchol Svatého Gabriela uprostřed nelidských hrůz nejstrašnějšího popraviště. Co proti tomu peklu byl Svatý Michal. I Hudi Log byl dalek těmto hrůzám.“
 Vzpomínka Slovince z 2. horského střeleckého pluku střídajícího na Škabrijelu 25. domobranecký pluk

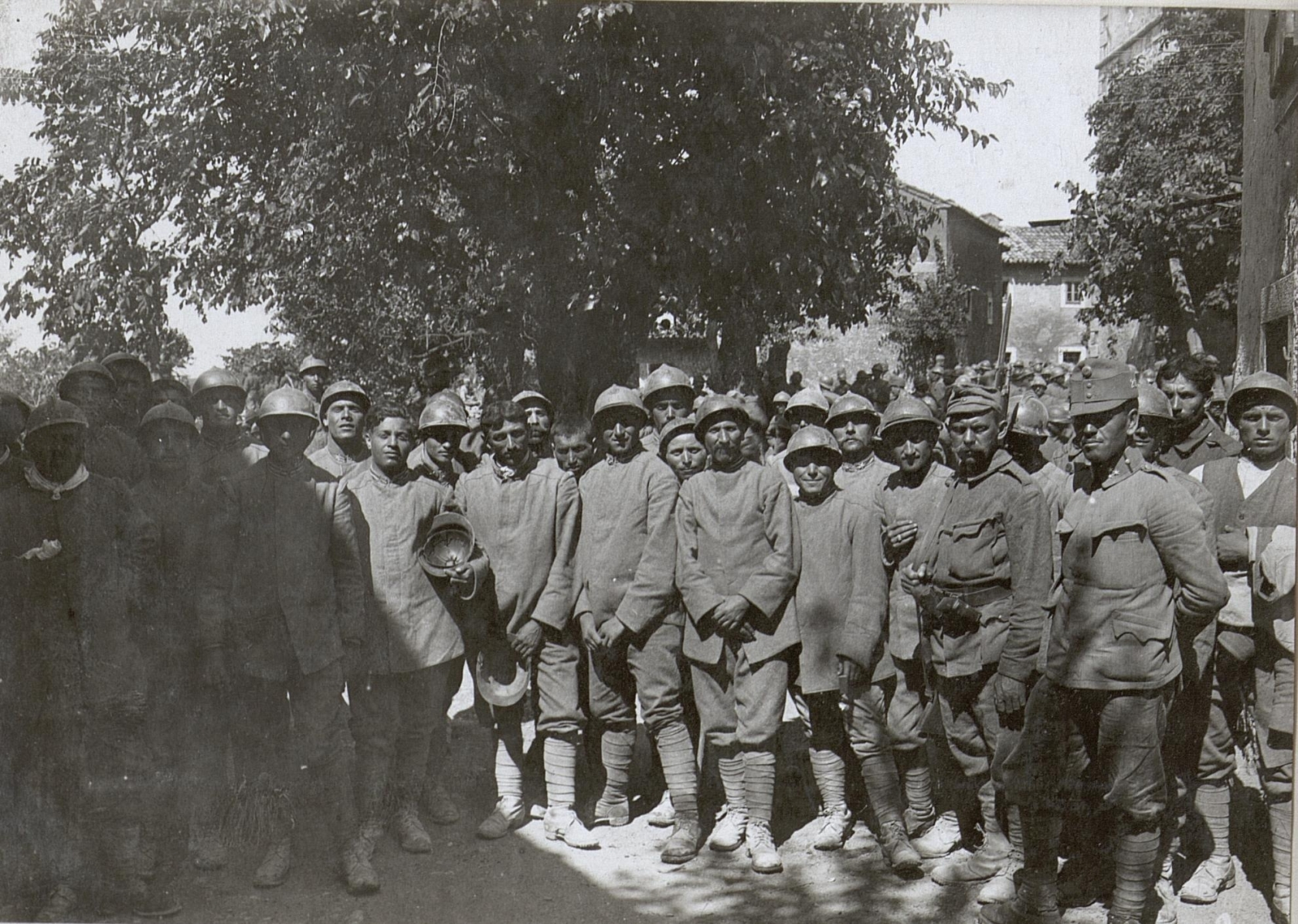
Italští zajatci z 11. bitvy, 1. září 1917

Největším italských úspěchem v jedenácté bitvě na Soči tak zůstalo obsazení náhorní plošiny Banjšice, ostatní územní zisky v bitvě byly mizivé. V největší a nejkrvavější sočské bitvě přišla Itálie během necelého měsíce o 18 974 identifikovaných padlých vojáků, 35 187 nezvěstných a 89 173 raněných. Celkově se italské ztráty odhadují na 170 000 mužů. Rakouská strana při výčtu ztrát protivníka odhadovala přibližně 40 000 zabitých, 108 000 raněných a 18 000 zajatých italských vojáků. Vlastní ztráty pak Rakušané odhadli na 10 000 padlých, 45 000 raněných, 30 000 nezvěstných a 20 000 nemocných mužů.

## Bitva u Caporetta a průlom sočské fronty

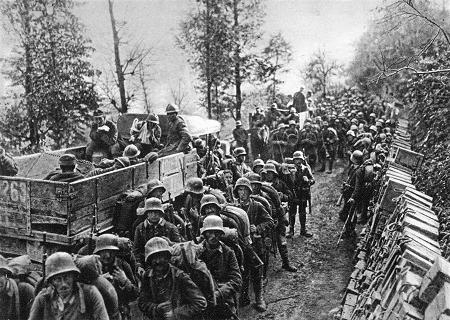
Jednotky Ústředních mocností na pochodu k Cividale

Italům se v kampani na řece Soča rozhodující průlom v rámci jedenácti bitev nepodařil. Minimální úspěchy a územní zisky za cenu obrovských ztrát otřásaly bojovou morálkou armády i zázemí. Také počet zajatců neúměrně stoupal a útočnost italské armády klesala. Naproti tomu Ústředním mocnostem se po rozkladu východní fronty v roce 1917 uvolnily ruce. Rakousko-Uhersko tak mohlo v závěru roku většinu svých sil soustředit právě proti italské frontě. Po odražení mohutného italského náporu v rámci jedenácté italské ofenzívy žádali Rakušané své německé spojence o pomoc. V říjnu 1917 mělo německé velení k dispozici sedm uvolněných divizí, které vyslalo na pomoc rakouské armádě. Z německých a rakousko-uherských sil byla zformována 14. armáda pod velením generála Otto von Belowa disponující 15 divizemi, která měla nepřipravené Italy napadnout v prostoru tolminského předmostí.

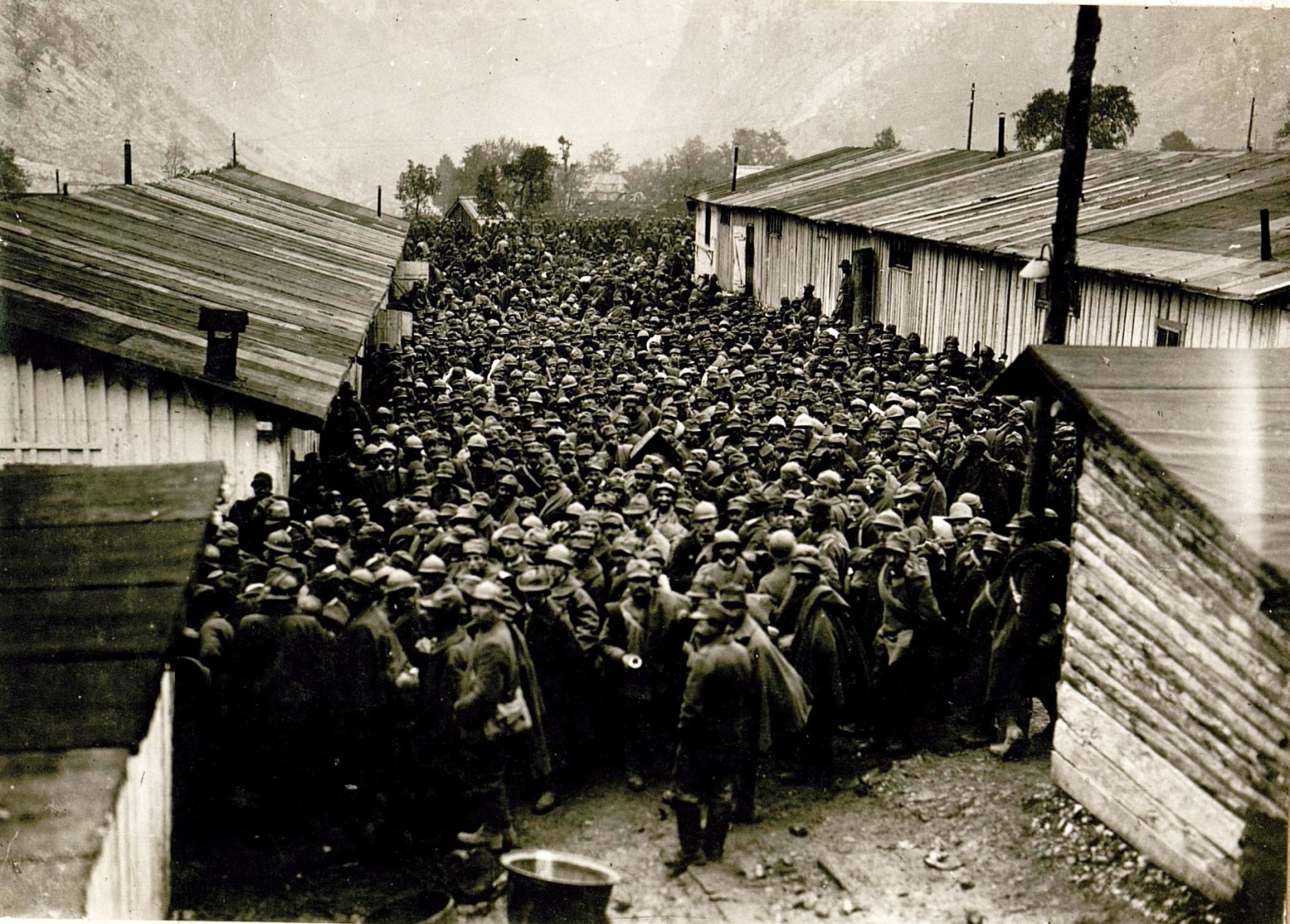
Italští zajatci po porážce u Caporetta

Útok Ústředních mocností byl zahájen 24. října čtyřhodinovou dělostřeleckou přípravou, přičemž na italské pozice bylo vypáleno velké množství plynových granátů. Italští vojáci disponující pouze nedokonalými ochrannými prostředky byli nečekaným útokem zcela zaskočeni. V bitvě u Caporetta, která bývá někdy také nazývána dvanáctou bitvou na Soči, dosáhly německé a rakousko-uherské jednotky drtivého vítězství. Ještě prvního dne útoku bylo dobyto město Caporetto (Kobarid) a rychlý postup nepřátel hrozící odříznutím většiny italských sil rozmístěných v okolí Krasu předznamenal prolomení celé fronty. 27. října padlo Cividale, o den později Gorice a 29. října obsadili útočníci Udine, kde před bitvou sídlil Cadornův hlavní štáb. Ustupující Italové vyklidili všechna dobytá území v horách a stahovali se za řeku Tagliamento. Otřesená a demoralizovaná italská armáda však tyto pozice neudržela a Cadorna byl donucen stáhnout zbývající síly až za řeku Piavu. V listopadu se k ofenzívě připojily i dvě divize, které Italy napadly v Tridentsku a 9. listopadu obsadily Asiago. O den později padlo i Belluno a na horním toku Piavy se útočníci snažili probít i za řekou. Došlo k natažení zásobovacích linií a vyčerpané německé a rakousko-uherské oddíly potřebovaly po téměř stokilometrovém postupu odpočinek. Italové podpoření Brity a Francouzi tak dokázali frontu na řece Piavě ubránit. Útočníkům padly do rukou obrovské zásoby válečného materiálu a potravin. Italové přišli o 10 000 padlých, 30 raněných a 295 000 zajatých vojáků. Vrchní italský velitel Luigi Cadorna byl po porážce odvolán a na jeho místo byl jmenován generál Armando Diaz. Po porážce u Caporetta tak došlo k průlomu a zániku sočské fronty.

## Česká účast na bojích

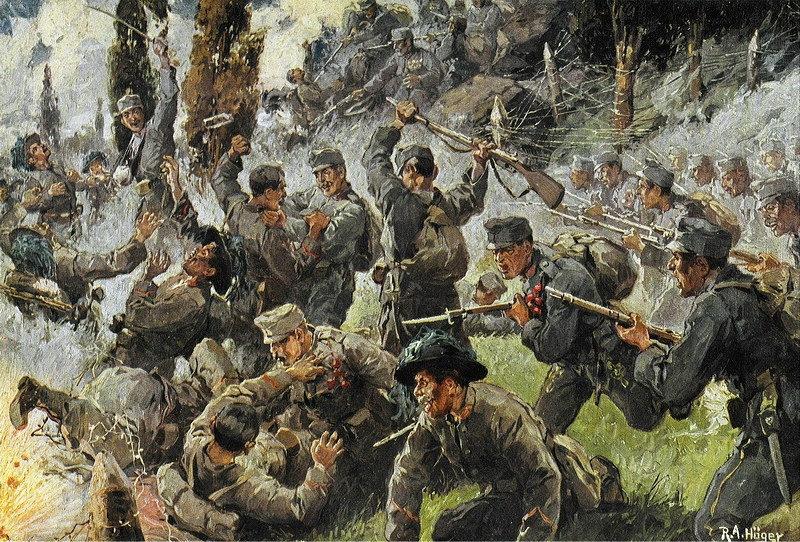
Řež na Doberdobské plošině na obraze prostějovského rodáka, Rudolfa Alfreda Högera

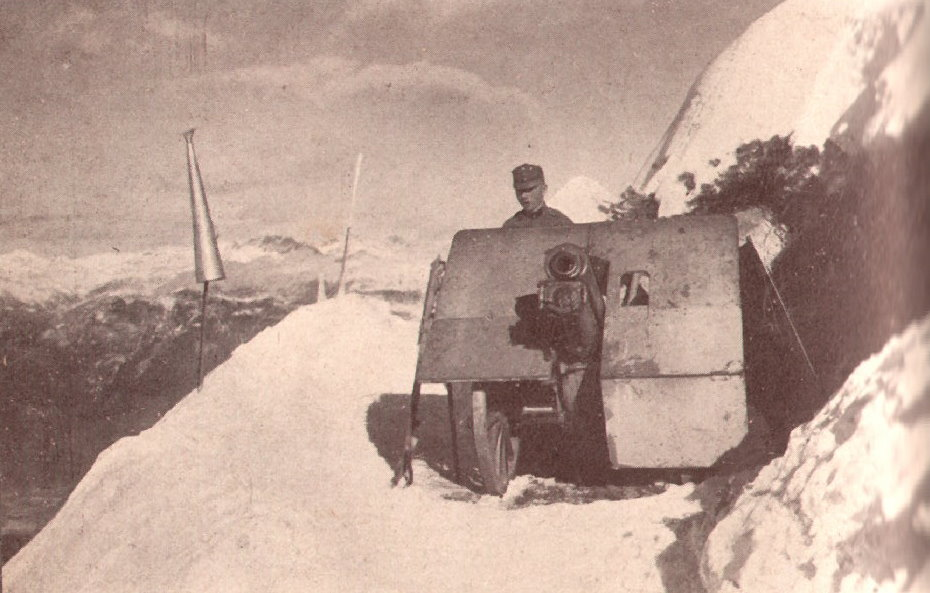
Rakouský 7,5cm horský kanón M 15 – výrobek Škody Plzeň

Na sočské frontě bojovalo v řadách rakousko-uherské armády v průběhu let 1915 až 1917 na 300 000 obyvatel českých zemí. Rakouské velení preferovalo nasazení Čechů i dalších slovanských národů monarchie právě proti italskému nepříteli. Na východní a srbské frontě totiž v prvních letech války přibývalo dezercí demoralizovaných Čechů, kteří často dobrovolně přecházeli do ruského a srbského zajetí. V boji s tradičními italskými nepřáteli však čeští vojáci podávali mimořádné výkony a na sočské frontě představovaly jednotky z českých zemí spolehlivou oporu rakousko-uherské armády. Češi se vyznamenali během sedmé, osmé i deváté bitvy, avšak jejich nasazení a výborné výsledky vynikly především během desáté a jedenácté bitvy u Soči, kdy se podíleli na odražení mohutných italských útoků. Během bojů na sočské frontě padlo přibližně 50 000 Čechů.
Bojů na řece Soče se zúčastnilo i množství známých českých osobností. Například básník a spisovatel Fráňa Šrámek, sochař Ladislav Kofránek, fotograf Josef Sudek nebo výtvarník a spisovatel Josef Váchal, který se jako člen muniční kolony obstarávající zásobování dělostřelectva střelivem a jako frontový malíř, zúčastnil sedmi sočských bitev. Na frontě u Soče bojoval i pozdější zakladatel Československého dobrovolnického sboru, Jan Čapek, který byl v bojích na Doberdobské plošině 22. října 1915 raněn a zajat. Na sočské frontě u Tolminu krátce působil i budoucí armádní generál a hlavní velitel československé branné moci Ludvík Krejčí, tehdy ještě jen jako velitel roty a zástupce velitele praporu. Na českou účast v bojích na italské frontě se zachovaly mnohé vzpomínky a válka se projevila i v lidových písních, například v písni Válka na Itálii.